# Regierung Hughes II

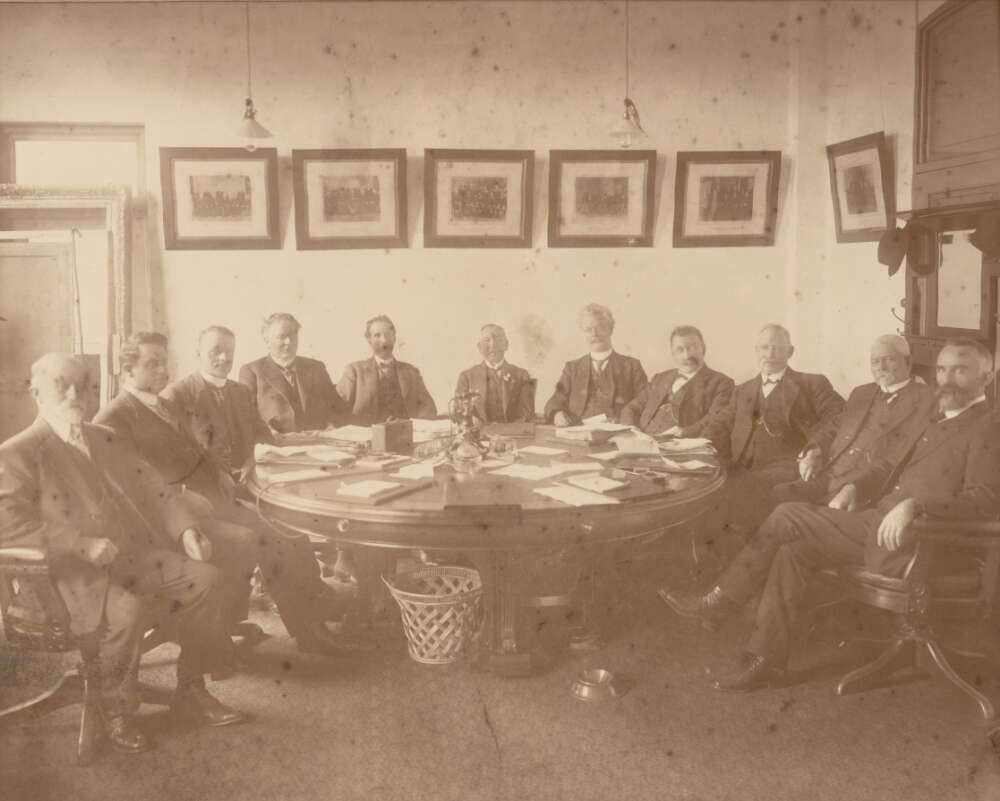
Regierung Hughes II

Die Regierung Hughes II war die zwölfte Regierung Australiens. Sie amtierte vom 14. November 1916 bis zum 17. Februar 1917. Alle Mitglieder der Regierung gehörten der National Labor Party an.
Die Vorgängerregierung war eine Labor-Regierung unter Premierminister Billy Hughes. Australien beteiligte sich mit Freiwilligenverbänden auf der Seite Großbritanniens am Ersten Weltkrieg. Die hohen Verluste z. B. in Gallipoli und der Schlacht an der Somme bei Pozières konnten nicht durch die Meldung neuer Freiwilliger ausgeglichen werden. Premierminister Hughes befürwortete – gegen starke Widerstände in der eigenen Partei und bei den die Labor Party unterstützenden Gewerkschaften – die Einführung der Wehrpflicht. Bei einer Volksabstimmung am 28. Oktober 1916 wurde die Wehrpflicht mit einer knappen Mehrheit abgelehnt. Bereits am Vortag hatten 3 Regierungsmitglieder aus Protest ihr Amt niedergelegt. Am 14. November verließen Hughes und seine Anhänger die Labor Party und gründeten eine neue Partei die National Labor Party (NLP). Hughes blieb Premierminister und  bildete eine Minderheitsregierung der NLP, die von der Liberal Party (LP) unterstützt wurde. Im Februar 1917 vereinigten sich die NLP und die LP zur Nationalist Party of Australia, die die dritte Regierung Hughes stellte.

## Ministerliste
| Amt                                     | Minister            | Amtszeit                             | Bild |
| --------------------------------------- | ------------------- | ------------------------------------ | ---- |
| Premierminister und Generalstaatsanwalt | Billy Hughes        | 14. November 1916 – 17. Februar 1917 |      |
| Verteidigungsminister                   | George Pearce       | 14. November 1916 – 17. Februar 1917 |      |
| Marineminister                          | Jens Jensen         | 14. November 1916 – 17. Februar 1917 |      |
| Generalpostmeister                      | William Webster     | 14. November 1916 – 17. Februar 1917 |      |
| Schatzminister                          | Alexander Poynton   | 14. November 1916 – 17. Februar 1917 |      |
| Minister für Handel und Zölle           | William Archibald   | 14. November 1916 – 17. Februar 1917 |      |
| Minister für Inneres und Territorien    | Fred Bamford        | 14. November 1916 – 17. Februar 1917 |      |
| Minister für Arbeit und Eisenbahn       | Patrick Lynch       | 14. November 1916 – 17. Februar 1917 |      |
| Vizepräsident des Executive Council     | William Spence      | 14. November 1916 – 17. Februar 1917 |      |
|                                         |                     |                                      |      |
| Assistant Minister                      | Edward Russell      | 14. November 1916 – 17. Februar 1917 |      |
| Assistant Minister                      | William Laird Smith | 14. November 1916 – 17. Februar 1917 |      |